# サヴァイバー
『サヴァイバー』（さばいばー）は、2022年3月16日に発売されたBOPのデビューシングル。

## 概要
メンバーは、翔咲心、海憧乙綺、彩浪遥斗、流雅真紗斗。

## 収録曲
テイチクレコード公式サイト内の紹介ページによる。

### 初回限定盤A
CD
1. サヴァイバー
  - 作詞・作曲：阿久津健太郎
  - 編曲：佐久間誠
2. Get it on
  - 作詞・作曲：阿久津健太郎
  - 編曲：佐久間誠

DVD
- 「サヴァイバー」Music Video & Music Video Making

### 初回限定盤B
CD
1. サヴァイバー
2. Get it on

DVD
- 「サヴァイバー」Music Video & Photo shooting Making

### 通常盤
CD
1. サヴァイバー
2. Get it on
3. サヴァイバー（Instrumental）
4. Get it on（Instrumental）